# Banda Jachis
Banda Jachis est un groupe de rock alternatif espagnol, originaire de Villena, Alicante. Le groupe mélange différents styles comme le ska, reggae, punk hardcore, rock, punk, ou salsa.

## Biographie
Bada Jachis est formé en 1997, et publie cette même année son premier album studio, ¿Que pasa en el mundo?. Deux ans plus tard, en 1999, il est suivi d'un deuxième opus intitulé Intereses creados.
Le groupe joue le 8 octobre 2011 à la Sala Lemon de Madrid. En 2012, le groupe joue avec Noche de Ska et Fito y Fitipaldis. Cette même année, Banda Jachis publie un nouvel album, une décennie après son dernier, Para ti. En janvier 2013, ils jouent avec le groupe Carta Baladi à Madrid.

## Membres

### Membres actuels
- Javi Chispes - guitare, chant (depuis 1997)[6]
- Sergio - batterie
- David - guitare
- Javi Belze - basse

### Anciens membres
- Fran Ramos
- Dióscoro Pérez
- Abel Medrano
- Joakin Tortosa
- Juan Marin
- Ankel Cuartero
- Pau Martinez
- Lorenzo
- Karlos
- Txus
- Maki
- Juan Pantxa
- Cesar Pelontxo
- Toño
- Maiki
- Luiggi

## Discographie
- 1997 : ¿Que pasa en el mundo?
- 1999 : Intereses creados
- 2000 : Observa más que mira
- 2002 : Para ti
- 2012 : Nuevos tiempos, nuevos juegos